# The Past and Now
The Past and Now è una raccolta del gruppo musicale finlandese Stratovarius, pubblicata nel 1997 in Giappone.

## Tracce
1. The Hands of Time – 5:36
2. Future Shock – 4:34
3. Twilight Time – 5:51
4. Chasing Shadows – 4:35
5. Dreamspace – 5:58
6. Fire Dance Suite – 4:58
7. Against the Wind – 3:49
8. Twilight Symphony – 7:00
9. Will the Sun Rise? – 5:07
10. Forever – 3:08
11. Black Diamond – 5:45
12. The Kiss of Judas – 5:56

## Formazione
- Timo Tolkki - chitarra
- Timo Kotipelto - voce
- Jens Johansson - tastiera
- Jörg Michael - batteria
- Jari Kainulainen - basso